# Connemarský pony
Connemarský pony je jediné ryze irské plemeno koně. Pochází se západního Irska z oblasti Chonnacht, anglicky Connaught nebo Connemara.

## Původ
Podle legendy předky Connemarského ponyho byli poníci podobní highlandským zkřížení s andaluskými a berberskými koňmi, kteří se zachránili po ztroskotání Španělské Armády v roce 1588 po prohrané bitvě u Gravelines. Tím mělo vzniknout plemeno irského hobbyho, dnes již vymřelého. Výsledkem dalšího křížení s araby a menšími plnokrevníky byl velice elegantní jezdecký pony. Jeho první plemenná kniha vznikla v roce 1904.

## Stavba těla
Connemarský kůň má výšku v kohoutku 135-148 cm. Hlava je malá s rovným profilem, krk neobvykle dlouhý, který se směrem k hlavě zužuje a kohoutek znatelný, nikoli vyčnívající. Výhodná poloha sedla, elasticky tvarovaná vrchní linie, středně dlouhá, lehce skloněná záď, ocas není umístěn příliš vysoko. Přátelský pohled, středně dlouhé uši které nejsou příliš blízko u sebe. Rovné až lehce oblé chřípí, středně dlouhé končetiny, dobře tvarované, suché klouby, tvrdá dobře tvarovaná kopyta. Srst byla původně plavá, dnes jsou však mnohem častější bělouši, vraníci a hnědáci jsou vzácní. Tento kůň nemůže být strakáč.

## Využití
Connemarský pony má poddajnou povahu, dříve sloužil jako jezdecký kůň nebo soumar, dnes se využívá v zemědělství a jako jízdní kůň. Křížením s plnokrevníky vznikají koně vhodní pro crosscountry a skokové soutěže.